# Каракалпак (казахский род)
Каракалпак (каз. Қарақалпақ/Калпак) —  казахский род. По казахскому шежире (родословной), не входит в состав трёх казахских жузов. Казахи рода Каракалпак/Калпак сформировались в XVII- XVIII веке, по одной из версии в формировании этого рода участвовали родственные народы Татары («казанские» и «мишари») и Каракалпаки. За несколько веков совместного сосуществования на территории младшего жуза они переплелись с многочисленными родственными, культурными и духовными связями.

## Происхождение
Начальное формирование рода Каракалпак/Калпак произошло от каракалпаков, которые в конце XVII века переселились из Хивы на территорию казахов младшего жуза. Прибывшие породнились с казахскими племенами и стали называться отдельным родом Каракалпак/Калпак. Большинство данного рода и по сей день совместно проживают с родами младшего жуза и населяют районы рек Иргиз и Шалкар, поэтому некоторые исследователи и историки приписывают их к младшему жузу.
Известно (и нашло отражение в известном романе-трилогии казахского писателя Есенберлин И.Е. «Кочевник»), что часть приаральских Каракалпаков в конце XVI-XVII вв. переселялась и кочевала в междуречье рр. Урала-Жайека и Эмбы, вместе с казахами Младшего жуза. Вместе подверглись они в начале XVII в. нашествию новых кочевников, джунгарских ойрато-калмыков.
Также в XVII веке Каракалпаки поселились в нижнем течении Сырдарьи [6, 15 с.]. В процессе взаимодействия двух родственных народов, некоторая групп каракалпаков вошла в состав казахов. Интеграция Каракалпаков в состав казахского этноса позволила казахам развить ряд направлений в сельском хозяйстве и в частности в садоводстве. Например, в одной из записей представителей российских властей приводится такая информация: «За последние три года, садоводство среди казахов стало особенно развитым. Казахи, получившие в подарок лучшие земли и пользуясь опытом двух каракалпакских садоводов, посадили лук, морковь, репу, щавель и даже свеклу» [7, 317 с.].
Прежними исследованиями было установлено, что в конце XVIII века, в период с 1798г. по 1799г., при императоре Павле I, группа солдат-казанских татар, происхождением из окрестностей Бугуруслана, Бугульмы и Белебея на границе Татарстана, Башкортостана и Оренбуржья, бежала от службы в казахские степи и вместе с Ордой султана Букея перешла в 1801г. реку Урал-Жайык, прибыв в Нижнее Поволжье. Султан назвал их по характерным чёрным шапкам «каракалпак» (далее – просто «калпак»), а сын его Жангир (Джихангир, Джангир) свёл воедино, выдав перед властями за приведённых им в подданство иностранцев, хивинских подданных, кочевых Каракалпаков.В 1842г., вероятно, в прямой связи с отъездом «каракалпаков» мишарских, Жангир разрешил вернуться под свою власть желающим из «каракалпаков» казанских. Потомки тех, кто последовал этому разрешению, сейчас живут в поселке Касталовка (райцентр) и оз. Аралсор в Западно-Казахстанской области и при ж.д. станциях Палласовка (в с.Савинка и пос. Кумысолечебницы) Палласовского района в Волгоградской области и Александров Гай – в Саратовской области.
Другая часть казахского рода «каракалпак» (ранних казанских «каракалпаков») в 1842г.-1890гг. переселилась в низовья, дельту Волги вплоть до Прикаспия. Потомки, которых сегодня проживают в селах Винном Володарского района, Лапас Харабалинского района, Сеитовка и Ланчуг Красноярского района Астраханской области.
В 1850г. каракалпаки смогли обратиться в Оренбургскую пограничную комиссию с просьбой причислить их в составе 28 семейств к числу казахов (киргизов) Внутренней Орды (т.е. Букеевских казахов), однако из-за жалоб, что казаки Таловского форпоста стесняют их землей, в просьбе было отказано.
В конце концов, в уже в 1866 г. эти калпаки, та часть из них кто пожелал, в составе 43 семей были причислены «высочайшим повелением» по факту приемного приговора в состав Букеевских казахов [31, л. 169].
В Госархиве Астраханской обл. 1987 г. «Переписка с Астраханским губернским правлением, с Черноярским, Астраханским земскими судами, Саратовским губернатором и другими учреждениями об отводе земель в Саратовской губернии для каракалпаковских киргизов (казахов. – В.В.)» за 1836-49 гг. (ф. 2, оп. 1, ед. хр. 238. Лл. 1-449).
При правлении Бокей Султана, часть рода «Каракалпак/Калпак» вошла в состав рода Толенгут и существует, как отдельный подрод «Каракалпак».
Сведения о каракалпаках на территории современного Казахстана относятся к 70-м годам XIX века. Например, в одном документе 1870 года, где речь шла об установлении четкой границы (в том числе и границы полей) между казахами западной части степного края и казахами Жайыка, говорится: «На участке Озен, каракалпаки (107 человек мужского пола) находятся в состоянии кочевки», которые «По образу жизни ближе к кочевничеству, чем к оседлости, и более ближе к казахам» [8, 20-21 с.]. В конце XIX – начале XX века казахи рода каракалпак жили на территории Зайсанского уезда Семипалатинской области (Восточный Казахстан) [9, 146 с.]. Часть казахов Каракалпакского рода, состоящая из 41 хозяйства, поселилась в северной части казахского края, а именно в Кокшетауском регионе [10, 50-52 с.]. Кроме того, казахи этого рода проживали в Юго-Восточной части Казахстана, в том числе в Капальском уезде Жетысуской области [11, 62 с.].

Также часть представителей рода «Каракалпак/Калпак» вошла в состав Карагашей:
Сколько времени не прошло, сколько поколений сменилось их антропологические особенности сохранилось, те же зеленовато-желто-карие глаза, высокий рост. Данная антропология связана с тем, что в состав Карагашей присоединилась группа из рода Каракалпак/Калпак (мишарских и казанских татар).
Полевой материал В. М. Викторина (и наш собственный. — Р.И.) указывает на то, что часть Каракалпаков/Калпаков была принята в состав карагашей рода найман [5, с. 20; 18].
Карагаши старшего поколения ещё в нач. 70-х гг. XX в. помнили о нескольких переселениях этих «Каракалпаков/Калпаков» в их аулы, последнее из которых произошло в 1890 г. Переехавшие поселились и их потомки проживают сейчас в сс. Сеитовка, Ланчуг и Лапас. Семьи их тогда вступали в карагашское общество — в с. Сеитовка приписались к роду Шобалатчи-Найман. «Приехали откуда-то, говорили как по-казахски, и арба была на казахский манер — четыре колеса, крытая», — сообщали информаторы.

## Расселение
Представители рода Каракалпак/Калпак проживают на территориях: Актюбинской области, Западно-Казахстанской области, Зайсанского уезда Семипалатинской области (Восточный Казахстан), Кокшетауской области, Жетысуской области и Алматинской области Республики Казахстан, а также в Астраханской, Волгоградской, Оренбургской и Саратовской областях Российской Федерации.
Наименование казахского рода Каракалпак/Калпак встречается в составе других казахских родов:
- Алматинская и Туркестанская области - в составе племени Жалайыр (Сырманаки);[11]
- Актюбинская, Западно-Казахстанская и Акмолинская области - в составе племени Толенгут.

## ДНК
У казахского рода Каракалпаков/Калпак встречается гаплогруппа C2 ,  R1b и J2b.
Гаплогруппа J2b у рода Каракалпак/Калпак происходит от беглых татарских солдат, среди которых были казанские и мишарские татары (Викторин, 2004), а, как известно, многие потомки татарских князей и мурз переселились на территорию современной Пензенской области еще в конце XVII – начале XVIII веков. Этим можно объяснить происхождение данного кластера у обладателя данного гаплотипа.

## Состав рода, тамга и уран
| Букеевский род | Род/Подрод                                                       | Тамга (родовой знак) | Уран (родовой клич) | Численность рода |
| -------------- | ---------------------------------------------------------------- | -------------------- | ------------------- | ---------------- |
| Каракалпак     | Калпак (происходит из казанских татар, пензенских мишарей и др.) | Табак, Тарак         | Каракат             | ≈ 5 500          |
| Каракалпак     | Мангыт                                                           | Табак, Тарак         | Каракат             | ≈ 5 500          |
| Каракалпак     | Кенегес                                                          | Табак, Тарак         | Каракат             | ≈ 5 500          |